# Eliogabalus
Eliogabalus es el segundo álbum de la banda ítalo-eslovena Devil Doll lanzado el 1 de mayo de 1990.

## Versiones
Para Europa se editaron seis versiones diferentes en la compañía discográfica Hurdy Gurdy Records, para Estados Unidos se editaron dos versiones en la discográfica Renaissance Records y una edición por la discográfica japonesa Belle Antique Records.

## Contenido

### Trabajo artístico
La portada del disco varió en sus diferentes versiones, siendo el formato regular la imagen de un teatro visto desde el escenario donde en cada una de las butacas había un personaje que sirvió de inspiración para la obra, el concepto fue creado por Mr. Doctor. Los créditos de las fotografías eran de L. Desiderio y de los films por  Paolo Fallani.

## Grabación
La grabación y mezcla del álbum se llevó a cabo en Tivoli Studios, Liubliana, Yugoslavia (actual Eslovenia). La producción estuvo a cargo de Mr. Doctor y los arreglos los realizó Jurij Toni y su asistente Borut Berden.

## Participación
La línea de músicos de Devil Doll, entonces formada por Edoardo Beato en el piano y los teclados, Roberto Dani en la batería, Rick Bosco en el bajo, Albert Dorigo y Bor Zuljan en las guitarras y Katia Giubbilei en el violín.
Además de la participación de Mr. Doctor en las voces, órgano, piano, celesta y acordeón. También contaron con la participación de Jurij Toni en la tuba, Paolo Zizich que realiza el dueto "The Mirror" con Mr. Doctor y el coro "The Devil Chorus" formado por Paolo Zizich, Marian Bunic, Polona Sever, Beti Roblek, Helena Pancur, Gregor Oblak, Jure Strencan, Borut Usenik y Valentina Blazinsek conducido por Marian Bunic.

## Canciones
| N.º   | Título        | Letras     | Música                     | Escritor(es) | Duración |  |
| 1.    | «Mr. Doctor»  | Mr. Doctor | Mr. Doctor & Edoardo Beato | Mr. Doctor   | 20:30    |  |
| 2.    | «Eliogabalus» | Mr. Doctor | Mr. Doctor & Edoardo Beato | Mr. Doctor   | 24:40    |  |
| 45:10 |               |            |                            |              |          |  |